# Hôtel de Forbin
L'hôtel de Forbin est un hôtel particulier situé au no 20 du cours Mirabeau, à Aix-en-Provence (France).
Cet édifice est partiellement classé et inscrit au titre de monument historique.

## Historique
La construction du bâtiment, commanditée à l'architecte aixois Pierre Pavillon par César de Milan, commença en 1656.
Un an plus tard, César de Milan meurt, laissant à sa veuve et à son fils Claude, président au Parlement de Provence, le soin de terminer les travaux. C'est au mariage de Claude avec Gabrielle de Forbin en 1672 que l'on doit le nom de cet hôtel particulier,.
En 1936 le Crédit lyonnais prend possession de la totalité des lieux et y installe ses bureaux, toujours visibles aujourd'hui (décembre 2016).